# Pardosa baxianensis
Pardosa baxianensis là một loài nhện trong họ Lycosidae.
Loài này thuộc chi Pardosa. Pardosa baxianensis được Jia-Fu Wang & Da-xiang Song miêu tả năm 1993.